# Studzieniec (gromada w powiecie sierpeckim)
Studzieniec – dawna gromada, czyli najmniejsza jednostka podziału terytorialnego Polskiej Rzeczypospolitej Ludowej w latach 1954–1972.
Gromady, z gromadzkimi radami narodowymi (GRN) jako organami władzy najniższego stopnia na wsi, funkcjonowały od reformy reorganizującej administrację wiejską przeprowadzonej jesienią 1954 do momentu ich zniesienia z dniem 1 stycznia 1973, tym samym wypierając organizację gminną w latach 1954–1972.
Gromadę Studzieniec z siedzibą GRN w Studzieńcu utworzono – jako jedną z 8759 gromad na obszarze Polski – w powiecie sierpeckim w woj. warszawskim, na mocy uchwały nr VI/10/19/54 WRN w Warszawie z dnia 5 października 1954. W skład jednostki weszły obszary dotychczasowych gromad Karolewo, Mieszczk(), Rachocin, Rydzewo, Studzieniec, Sułocin-Teodory i Sułocin Towarzystwo ze zniesionej gminy Borkowo w tymże powiecie. Dla gromady ustalono 10 członków gromadzkiej rady narodowej.
31 grudnia 1959 z gromady Studzieniec wyłączono kolonię Studzieniec oraz osady Borowo i Wymysłów, włączając je do miasta Sierpc w tymże powiecie, po czym gromadę Studzieniec zniesiono 1 stycznia 1960 a jej (pozostały) obszar włączono do nowo utworzonej gromady Borkowo gromady Sierpc w tymże powiecie (wykreślone zmiany retroaktywnie uchylone uchwałami z 25 lutego 1960).